# African Parks
African Parks és una organització no governamental (ONG) dedicada a la conservació, fundada el 2000 i amb seu principal a Johannesburg, Sud-àfrica, i seus secundàries a Amsterdam i Nova York. Va ser fundada com a African Parks Management and Finance Company, una empresa privada; llavors va experimentar canvis estructurals per esdevenir un ONG amb nom African Parks Foundation, i després reanomenada African Parks Network. L'organització gestiona parcs nacionals i àrees protegides pertot arreu d'Àfrica, en col·laboració amb governs i comunitats circumdants. En consulta realitzada el maig de 2019 la fundació tenia contractada la gestió de 14 parcs africans de vuit estats diferents, destacant Zàmbia amb dos parcs i Malawi amb quatre, i dona feina a més d'1,000 rangers. Michael Eustace, Peter Fearnhead, Paul Fentener van Vlissingen, Anthony Hall-Martin, i Mavuso Msimang estan acreditats com a co-fundadors; Fearnhead continua servint com a executiu en cap. El Príncep Harry va ser nomenat president d'African Parks a finals de 2017.
L'Organització No Governamental African Parks gestiona i dirigeix parcs nacionals i àrees protegides arreu d'Àfrica, en col·laboració amb governs i comunitats circumdants. A més de la gestió del parc, l'organització fa les següents activitats: entrena vigilants; gestiona i protegeix activament la vida salvatge; treballa per reduir la caça furtiva i augmentar l'aplicació de la llei i el turisme relacionat amb la natura; fa recaptacions de fons; millora les infraestructures; i dona suport als residents locals. El lema d'African Parks és "una aproximació empresarial a la conservació".
A l'abril de 2018, African Parks gestionava 15 àrees protegides a 9 països, que incloïen: P.N. Pendjari a Benín; Chinko a la República Centreafricana; Reserva Natural i Cultural d'Ennedi i P.N. Zakouma al Txad; P.N. del Garamba a la República Democràtica del Congo; P.N. de Liwonde, Reserva de Flora i Fauna de Majete, Reserva Forestal de Mangochi, i Reserva de Flora i fauna de Nkhotakota dins de Malawi; P.N. de Bazaruto a Moçambic; P.N. d'Odzala-Kokoual a la República del Congo; Akagera Parc Nacional dins de Rwanda; i les Marjals de Bangweulu i P.N de la Plana de Liuwa a Zàmbia.
African Parks donava feina a més d'un miler de rangers, el maig del 2018. Segons The Washington Post, l'organització "té la major força contra la caça i pesca furtives de qualsevol organització privada del continent". Peter Fearnhead co-fundà i continua com a executiu en cap (CEO) d'African Parks. Michael Eustace, Paul Fentener Van Vlissingen, Anthony Hall-Martin, i Mavuso Msimang són també acreditats com a co-fundadors. n'Enric de Sussex, que anteriorment col·laborà amb el projecte de translocació d'elefants dintre de Malawi (African Parks 2016–2017), va ser nomenat president honorífic el desembre de 2017. Robert-Jan van Ogtrop serveix com a president, des de desembre de 2017.
African Parks ha rebut finançament de la Unió Europea, Fundació Adessium, Global Environment Facility, Fundació Howard G. Buffett, Banc Internacional per la Reconstrucció i Foment, National Geographic Society, Nationale Postcode Loterij, Swedish Postcode Lottery, Agència dels Estats Units per al Desenvolupament Internacional (USAID), Servei de Pesca I Fauna Salvatge dels Estats Units (USFWS), Fundació de la Família Walton, Fons Mundial per la Naturalesa, i Fundació Wyss, entre d'altres. Una dotació financera finançada per Fentener van Vlissingen dirigeix aproximadament 700.000 dòlars EUA cap a les operacions anuals d'African Parks. El pressupost de l'organització era aproximadament 35 $ milions el 2016.

## Història

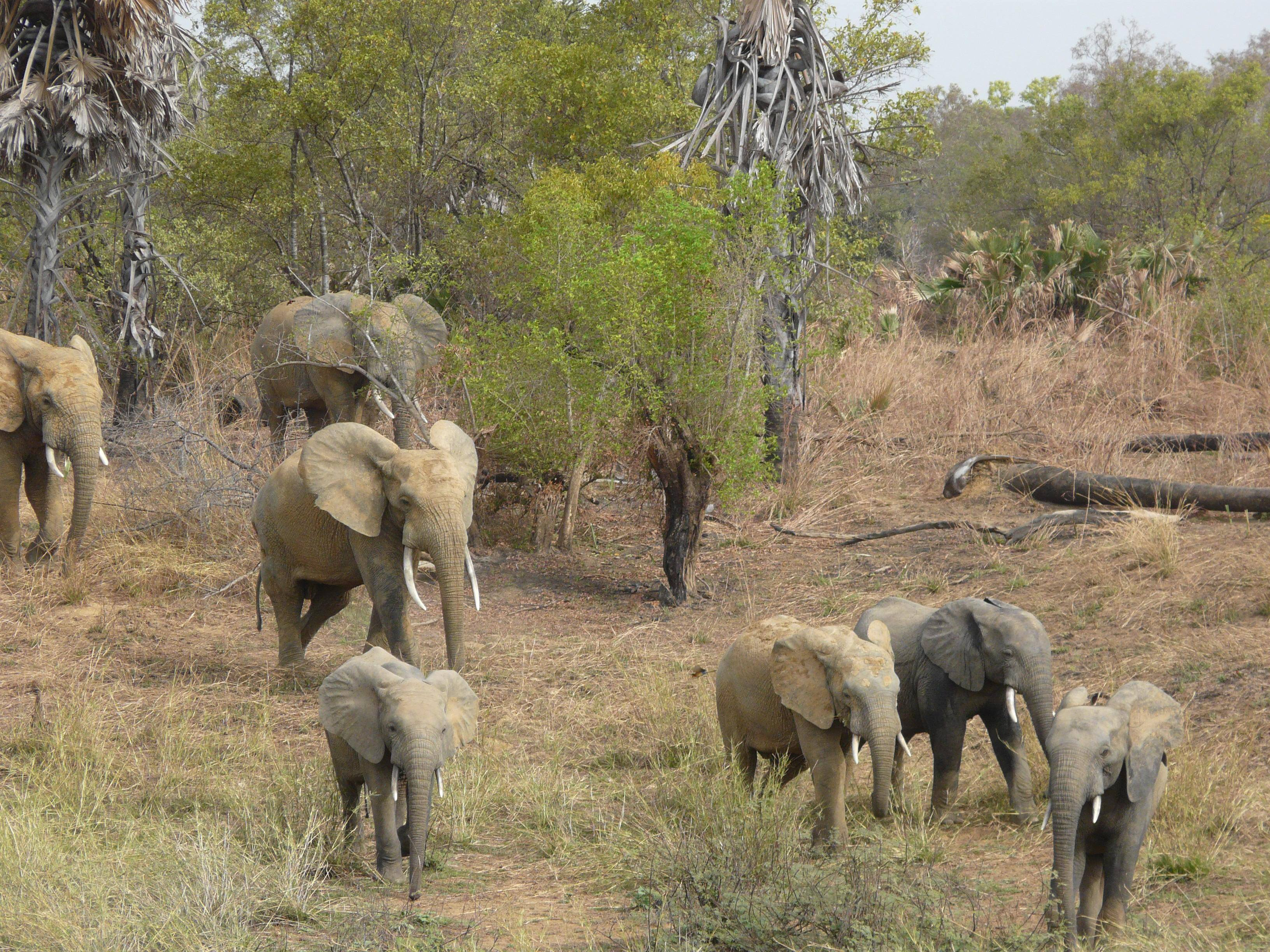
Elefants al Parc Nacional de Pendjari (Benín)

African Parks (A.P.) es va establir el 2000 com a African Parks Management and Finance Company, una empresa privada. Msimang i Hall-Martin, que abans havien estat director i director general de parcs nacionals sud-africans, respectivament, van tenir funcions de director a la recentment creada empresa, igual que Fentener van Vlissingen. Fearnhead, llavors cap de desenvolupament comercial dels parcs nacionals sud-africans, va servir inicialment al consell assessor d'African Parks. Els plans per l'empresa van començar a prendre forma després que Fentener van Vlissingen es va reunir amb Nelson Mandela durant 1998, i els suports primerencs van incloure el Departament d'Estat dels EUA i el Banc Mundial.
Les primeres àrees protegides que gestionà l'empresa van ser la Reserva de Vida Silvestre Majete i el Parc Nacional de la Plana de Liuwa, la gestió de les quals es van iniciar el 2003. African Parks havien planejat dirigir el P.N. de Sioma Ngwezi a Zàmbia però els esforços es van parar. La societat holding es va traslladar de Johannesburg als Països Baixos i va passar per alguns canvis estructurals. Eustace, Fearnhead, Hall-Martin i Msimang es van convertir en accionistes minoritaris dels parcs africans B.V., i van continuar treballant al consell de la companyia. La Fundació African Parks es va crear als Països Baixos i es va convertir en l'únic accionista de la companyia. African Parks B.V. va ser liquidada el 2004.
Durant aquesta transició, els African Parks (A.P.) van arribar a acords per dirigir el P.N Nechisar i el P.N. d'Omo durant 2004 i 2005, respectivament. Tanmateix, l'organització va anunciar plans per rescindir aquests dos acords el desembre de 2007, i aturà la gestió de parcs a Etiòpia durant 2008. African Parks també havien acordat dirigir Garamba, així com dos parcs marins sudanesos a Badia Dungonab i l'atoll Sanganeb. Aquests acords no van donar a l'organització ple control i a llarg termini, com la majoria dels seus altres contractes. Es van fer més canvis interns a African Parks després de la mort de Fentener van Vlissingen el 2006. La seu central de l'organització va tornar a Àfrica i la representació africana va tornar al consell.
L'organització va començar a gestionar Akagera amb la Taula de Desenvolupament de Rwanda en 2009, Zakouma el 2010, i Chinko el 2014. African Parks va entrar en un memoràndum d'entesa amb el govern de Txad en febrer de 2015 per establir Ennedi com a àrea protegida, la qual és en procés d'esdevenir una Reserva Natural i Cultural. El Govern de Malawi entrà a acords amb A.P. per encetar la gestió de Liwonde i Nkhotakota l'agost de 2015. La la fundació Wyss va finançar el projecte de reintroducció del lleó d'African Parks en Akagera el 2015. Durant 2016–2017, A.P. van treballar per reubicar 500 elefants i altres animals de Liwonde i Majete a Nkhotakota. El Príncep Harry va ajudar amb el trasllat, el qual va ser fet amb la col·laboració amb el Departament malawià de Flora i fauna i Parcs Nacionals, i finançat en gran part pel Nationale Postcode Loterij.
Durant març de 2017, A.P. va rebre 65$ milions de la Fudanció Wyss per finançar esforços de conservació en les malawites àrees de reserva de Liwonde, Majete, i Nkhotakota, així com el ruandès P.N. d'Akagera, i per donar suport a l'addició de fins a cinc altres àrees protegides àrees. African Parks van entrar a un acord de deu anys a meitat de 2017 per ajudar a dirigir el beninès Parc Nacional Pendjari. Poc després, en desembre va arribar l'acord per dirigir el moçambiquès P.N de l'Arxipèlag de Bazaruto. Durant 2018, l'organització va signar un acord per dirigir la Reserva Natural i Cultural d'Ennedi.